# لاس فيب
لاس فيب (بالدنماركية: Lasse Vibe)‏ (22 فبراير 1987 الدنمارك - ) هو لاعب كرة قدم دانمركي.

## وصلات خارجية
لاس فيب على موقع الاتحاد الدولي (مؤرشف)  (الإنجليزية)
- لاس فيب على موقع الاتحاد الأوربي (الإنجليزية)
- لاس فيب على موقع اتحاد السويد (السويدية)
- لاس فيب على موقع قاعدة بيانات كرة القدم.إي يو (الإنجليزية)
- لاس فيب على موقع ناشيونال فوتبول تيمز (الإنجليزية)
- لاس فيب على موقع Soccerbase.com (لاعب) (الإنجليزية)
- لاس فيب على موقع Soccerway.com (الإنجليزية)
- لاس فيب على موقع أوليمبيديا (الإنجليزية)